# Аббатство Рашен
Аббатство Рашен (англ. Rushen Abbey) — аббатство, расположенное вблизи Балласалла, остров Мэн. В двух милях от находится замок Рашен, в Средние века являвшийся важнейшим крепостным сооружением. Именно здесь в 1261—1262 годах были написаны «Хроники Мэна», важнейший письменный источник по истории острова.
Известно, что мэнский король Олаф I в 1134 году пожаловал Фарнесскому монастырю крупные владения на острове, где возникло дочернее аббатство Рашен. В 1147 году аббатство переходит под контроль цистерцианского ордена. Постройка церкви, посвящённой Святой Марии, была завершена к 1257 году. Однако в 1539 году Генрих VIII незаконно, без согласия Тинвальда, упразднил аббатство Рашен и мелкие монастыри на острове Мэн.
В начале XX века, руины аббатства приобрели популярность у туристов, и здание начинают реставрировать. Однако к началу Второй мировой войны аббатство вновь приходит в плохое состояние. В мае 1998 года, аббатство Рашен причисляется к национальному достоянию острова Мэн, начинается активная реставрация. В это же время проводятся археологические раскопки, в результате которых было найдено множество старинных предметов.
Сейчас аббатство является одной из достопримечательностей острова Мэн. В специальном помещении можно познакомиться с историей аббатства и окружающих его земель. С апреля по октябрь аббатство открыто для туристов. Доступны звуковые и визуальные материалы, рассказывающие об образе жизни монахов. Для детей отведена специальная площадка, где они могут построить церковные арки и узнать историю аббатство через различные игры. В аббатстве также расположены сады, где туристы могут отведать клубничные и кремовые чаи.

## Монаший мост

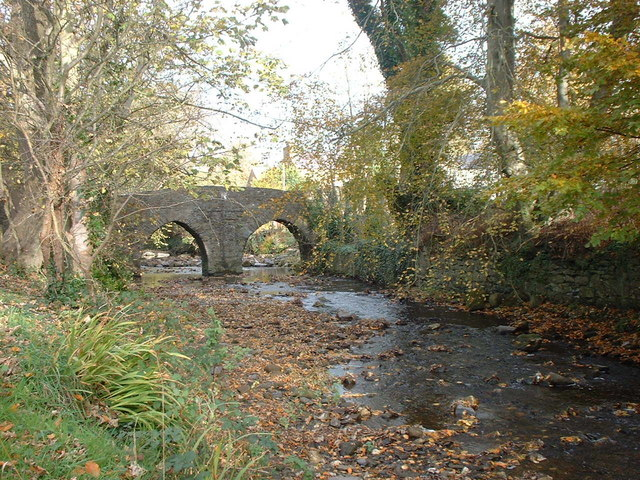
Монаший мост, аббатство Рашен

Приблизительно в 1350 году монахами был построен мост, для переправы через местную реку Сильвэбёрн, для работ на огороде. Сейчас мост известен как Кроссаг (анг. Crossag), и это один из немногих уцелевших мостов для вьючных лошадей на Британских островах.